# گاتزو ورونزه
گاتزو ورونزه (به ایتالیایی: Gazzo Veronese) یک کومونه در ایتالیا است که در استان ورونا واقع شده‌است. گاتزو ورونزه ۵۶٫۷ کیلومتر مربع مساحت و ۵٬۵۸۱ نفر جمعیت دارد و ۱۶ متر بالاتر از سطح دریا واقع شده‌است.